# Бресје (Француска)
Бресје (фр. Bressieux) насеље је и општина у источној Француској у региону Рона-Алпи, у департману Изер која припада префектури Гренобл.
По подацима из 2011. године у општини је живело 89 становника, а густина насељености је износила 111,25 становника/km². Општина се простире на површини од 0,8 km². Налази се на средњој надморској висини од 520 метара (максималној 525 m, а минималној 395 m).

## Демографија
| 1962. | 1968. | 1975. | 1982. | 1990. | 1999. | 2011. |
| ----- | ----- | ----- | ----- | ----- | ----- | ----- |
| 69    | 70    | 76    | 109   | 96    | 89    | 89    |

График промене броја становника у току последњих година